# Mulsum
'Mulsum là một thị trấn nhỏ ở huyện Cuxhaven, trong bang Niedersachsen, Đức. Đô thị này có diện tích 8,43 km². 
Land Wursten, một nước cộng hòa tự trị gồm Mulsum, đã được tuyên bố chủ quyền bởi Tổng giáo phận Bremen, cho đến năm 1524 nó có thể là một nước phụ thuộc được xác định. Năm 1648, Tổng giáo phận này đã được chuyển thành Lãnh địa Bremen, đầu tiên được cai trị trong một liên minh các nhân bởi Thụy Điển và từ năm 1715 bởi triều đinh Hanover. Năm 1823, lãnh địa này đã bị giải thể và thuộc bang mới của Đức.